# Vaterpolo na OI 1908.
Na OI 1908. u Londonu, konačna ljestvica na vaterpolskom turniru je bila sljedeća:
| Odličje | Reprezentacija         | Sastav |
| zlato   | Ujedinjeno Kraljevstvo | Charles Sydney Smith, George Nevinson, George Thomson Cornet, Thomas Thould, George Wlikinson, Paulo Radmilovic, Charles Eric Forsyth |
| srebro  | Belgija                | Albert Michant, Herman Meyboorn, Victor Boin, Joseph Pletincx , Fernand Feyaerts, Oscar Grégoire, Herman Donners                      |
| bronca  | Švedska                | Thorsten Kumfeldt, Axel Runström, Harald Julin, Pontus Hanson, Erik Bergvall, Gunnar Wennerström, Robert Andersson                    |